# Rudolph Simonsen
Rudolph Herman Simonsen, född den 30 april 1889 i Köpenhamn, död där den 28 mars 1947, var en dansk komponist och pianist.
Simonsen blev student 1906 och cand. jur. 1912. Samtidigt som han bedrev studier vid Köpenhamns universitet var han elev vid Det Kongelige Danske Musikkonservatorium, där han studerade piano hos Agnes Adler och komposition hos Otto Malling. Simonsen debuterade som pianist 1911. Han genomförde studieresor till Berlin och Paris samt, med Anckerska legatet (1920), till Rom. Från 1916 var han lärare vid konservatoriet i Köpenhamn. Simonsen blev direktör för musikkonservatoriet 1931.
Av hans kompositioner uruppfördes en ouvertyr, en pianokonsert och en pianokvintett i Dansk Koncertforening, två körverk (Kyrie och Gloria) vid påskkonserten i Vor Frue Kirke (1914). De senare framfördes även i Musikforeningen och i Berlin. Av hans fyra symfonier med titlarna Sion, Hellas, Roma och Danmark vann "Hellas" brons vid olympiska spelen 1929 i Amsterdam: Han skrev även två stråkkvartetter.